# Río Chinchiná
Río Chinchiná är ett vattendrag i Colombia.   Det ligger i departementet Caldas, i den centrala delen av landet, 190 km väster om huvudstaden Bogotá.